# Kutaiszi
Kutaiszi (grúzul  ქუთაისი; ókori nevei: Aia (görög), Aea (latin), Kutaia, Kutatiszi, Kutaïssi) Grúzia harmadik legnagyobb városa, a nyugat-grúziai Imereti tartomány székhelye, Tbiliszitől 221 kilométerre nyugatra, a Rioni folyó partján.
Kutaiszi az ókori Kolkhisz királyság fővárosa volt, és színhelye lehetett az aranygyapjú legendájának, bár a tengerparti Phaszisz inkább illik a mítoszba. A 10. század végétől majdnem 150 évig Grúzia fővárosa volt.

## Földrajza
A Rioni két partján terül el. A tengerszint felett 125-300 méteres magasságban fekszik. Keleten és északkeleten az Észak-Imereti-dombság, északra a Szamgurali-hegység, nyugatra és délre a Kolkhiszi-síkság határolja.

### Éghajlata
Klimája párás szubtrópusi. Az őszi és a téli hónapokban a kolkhiszi alföldre jellemző monszun öntözi.
A nyarak általában melegek, időnként forrók, a telek csapadékosak és hűvösek. A város éves átlagos hőmérséklete 14,5 °C. Január a leghidegebb, ekkor 5,2 °C az átlaghőmérséklet, a legmelegebb hónapban, júliusban pedig 23,2 °C. A mért legalacsonyabb hőmérséklet -17 °C, a legmagasabb 42 °C körüli.
Az éves átlagos csapadék Kutaisziben 1300 –1400 mm. Minden évszakban van csapadék, bár az eloszlása nem egyenletes. Télen gyakran a hó is esik, egy-egy havazás akár 30 centiméteres réteget is létrehozhat, de a hó általában nem marad meg egy hétnél tovább. A nyáron a hegyekből gyakran erős keleti szelek csapnak le a városra.
| Hónap                          | Jan.  | Feb.  | Már.  | Ápr. | Máj. | Jún. | Júl. | Aug. | Szep. | Okt. | Nov.  | Dec.  | Év    |
| ------------------------------ | ----- | ----- | ----- | ---- | ---- | ---- | ---- | ---- | ----- | ---- | ----- | ----- | ----- |
| Rekord max. hőmérséklet (°C)   | 22,0  | 26,0  | 32,0  | 34,0 | 37,0 | 40,0 | 42,0 | 40,0 | 40,0  | 35,0 | 29,0  | 25,0  | 42,0  |
| Átlagos max. hőmérséklet (°C)  | 7,7   | 8,9   | 13,1  | 18,2 | 23,3 | 26,4 | 28,1 | 28,9 | 25,8  | 21,3 | 15,2  | 10,3  | 19,0  |
| Átlagos min. hőmérséklet (°C)  | 1,2   | 1,8   | 4,6   | 7,7  | 12,4 | 15,9 | 18,9 | 19,5 | 16,1  | 11,9 | 7,5   | 3,5   | 10,1  |
| Rekord min. hőmérséklet (°C)   | −17,0 | −14,0 | −10,0 | −3,0 | 2,0  | 7,0  | 10,0 | 10,0 | 3,0   | −3,0 | −11,0 | −14,0 | −17,0 |
| Átl. csapadékmennyiség (mm)    | 106   | 129   | 100   | 112  | 85   | 105  | 106  | 86   | 116   | 108  | 141   | 139   | 1333  |
| Forrás: Deutscher Wetterdienst |       |       |       |      |      |      |      |      |       |      |       |       |       |

### Természeti környezete
Kutaiszit északkeleten és északnyugaton lombhullató erdők veszik körül. A város alacsonyan fekvő szegélyei mezőgazdasági vidék látképét nyújtják. A várost központjának sok parkja és az utcák magas fasorai nyáron élénkzöld, ősszel sárga-vörös színekbe öltöztetik. Tavasszal, amikor a környező hegyeken olvadásnak indul a hó, a megáradt Rioni zúgása a partoktól messzire hallatszik a városközpontban.

## Története

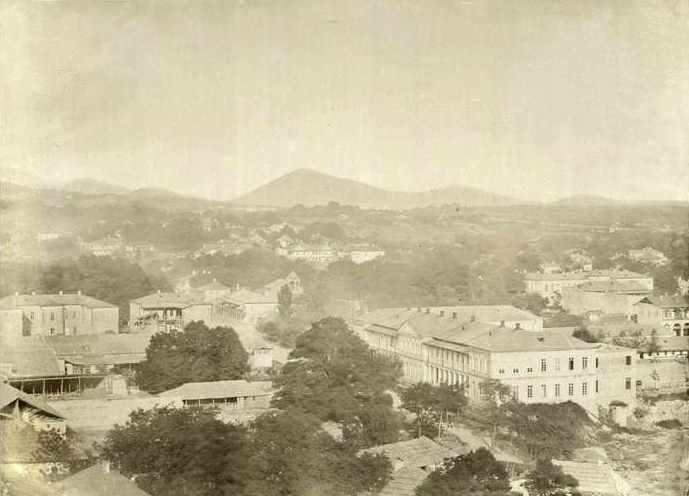
Kutaiszi 1870-ben

Aia vagy Kutaia az ókori Kulḫa (később Kolkhisz) fővárosa volt, a régészeti bizonyítékok szerint már a Kr. e. 2. évezredtől.
A történészek közt széles körben elterjedt nézet, hogy a mondabéli Iaszón és az Argonauták Apollóniosz Rhodiosz leírta utazásának célpontja, Aiétész király székhelye Kutaiszi volt.
Jóval később Kutaiszi ismét főszerepet kapott a grúz nép történetében: 975 és 1122 között az egyesült Grúz Királyság fővárosa volt. Még később, a 15. század és 1810 közt innen uralkodtak Imeréti királyai. Ekkor Imerétit a cári Oroszország kebelezte be. Mielőtt Grúzia 1991-ben kivívta függetlenségét, Kutaiszi fontos ipari központ volt. Ekkor azonban az ország gazdasága összeomlott és Kutaiszit sokan hagyták el, hogy külföldön keressék a boldogulásukat.

## Oktatás, tudomány
Kutaiszi Grúzia egyik legjelentősebb oktatási és tudományos központja. Itt van a Gelati Tudományos Akadémia, amelyet a 12. századi grúz király, Dávid, az Építő alapított. Ugyancsak Kutaisziben van az egyik legfontosabb grúz felsőoktatási intézmény, az 1930-ban létrehozott Akaki Tszereteli Állami Egyetem. A város más egyetemeknek és főiskoláknak is otthont ad.

## Látnivalók
- Bagrati katedrális
- Gelati kolostor (a város mellett)
- A geguti palota romjai (a várostól 7 km-re délre)
- A Fehér-híd
- Sataplia Nemzeti Park
- Motsameta-templom
- Botanikus kert

## Híres szülöttei
- Aiétész – Kolkhiszi király

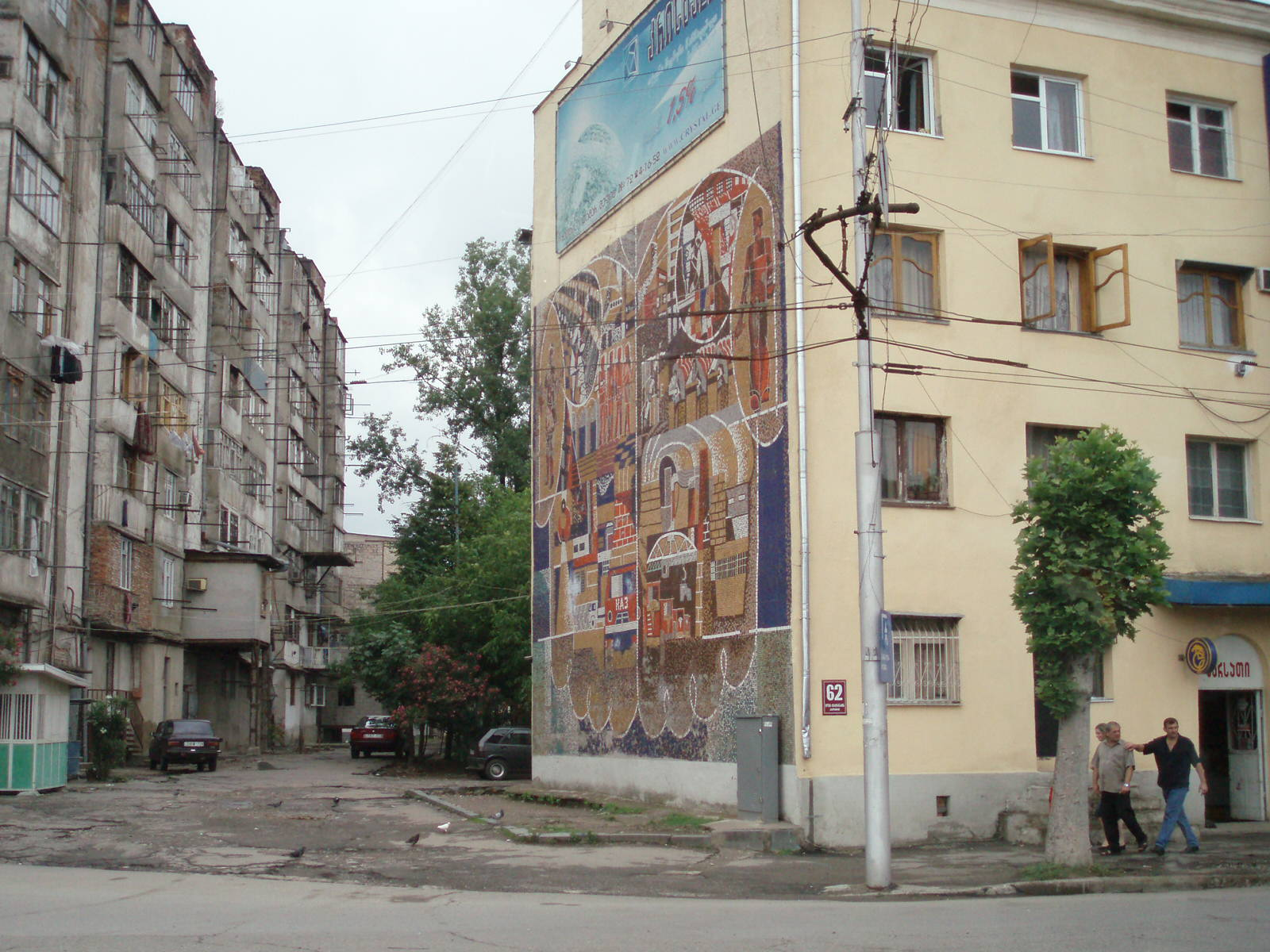
Lakóházak

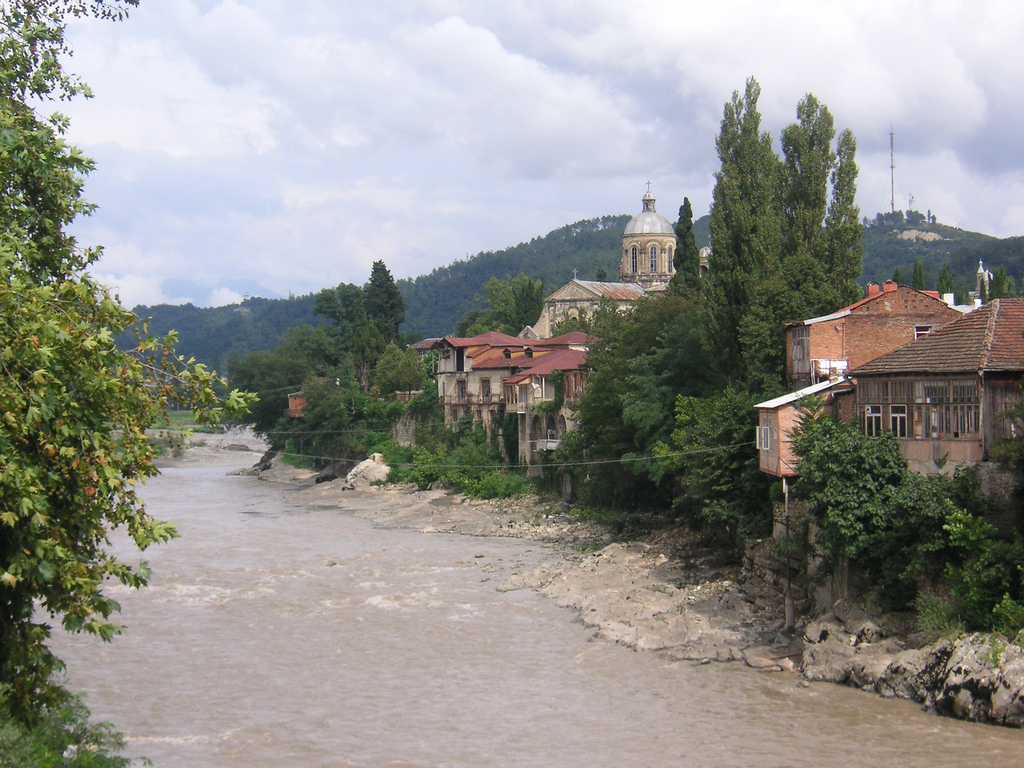
Házak a Rioni partján

- III. Bagrat – az egyesült Grúz Királyság királya 975-1014
- I. György grúz király – az egyesült Grúz Királyság királya 1014-1027
- IV. Bagrat – az egyesült Grúz Királyság királya  1027-1072
- II. György grúz király – az egyesült Grúz Királyság királya 1072-1089
- IV. Dávid grúz király – az egyesült Grúz Királyság királya 1089-1125
- Revaz Gabriadze (1936–) – cinematográfus, író
- Niko Nikoladze (1843–1928) – politikus
- Zakaria Paliasvili (1871–1933) – zeneszerző
- Meliton Balanchivadze (1862–1937) – zeneszerző
- Veriko Andzsaparidze (1897–1987) – színésznő
- Akaki Vaszadze – színész
- Jakob Nikoladze (1876–1951) – szobrász
- David Kakabadze (1889–1952) – festő
- Władysław Raczkiewicz (1885–1947) – a lengyel emigráns kormány első elnöke, 1939-1947.
- Zurab Szakandelidze (1945–) – kosárlabda játékos, olimpiai bajnok
- Mikheil Korkiya (1948–) – kosárlabda játékos, olimpiai bajnok
- David Khakhaleisvili (1971–) – birkózó olimpiai bajnok
- Teimuraz Apkhazava – birkózó világ- és Európa-bajnok
- Revaz Dzodzuasvili – labdarúgó, az 1966-os világbajnokság bronzérmese
- Otar Korkiya – kosárlabda játékos, Európa Kupa győztes és olimpiai ezüstérmes
- Katie Melua – énekes
- Nino Burdzsanadze, politikus, 2001–2008 között a grúz parlament elnöke

## Testvérvárosai

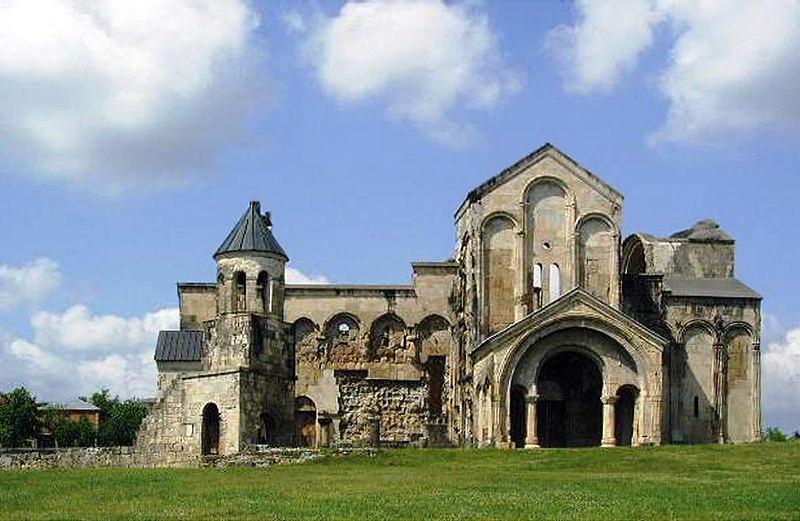
A Bagrati katedrális

- Columbia, Missouri, Amerikai Egyesült Államok
- Newport, Wales, Egyesült Királyság
- Gelsenkirchen, Németország
- Vitoria-Gasteiz, Spanyolország
- Níkea, Görögország
- Tula, Oroszország
- Plovdiv, Bulgária
- Askelón, Izrael
- Rast, Irán
- Samsun, Törökország
- Ganja, Azerbajdzsán
- Gjumri, Örményország
- Tiandzsin, Kína
- Hszinhua, Kína
- Lyon, Franciaország
- Monterey, Franciaország
- Bayonne, Franciaország
- Doneck, Ukrajna
- Harkiv, Ukrajna
- Lviv, Ukrajna
- Szombathely, Magyarország

## Fordítás
- Ez a szócikk részben vagy egészben  a   Kutaisi című angol Wikipédia-szócikk ezen változatának fordításán alapul.  Az eredeti cikk szerkesztőit annak laptörténete sorolja fel. Ez a jelzés csupán a megfogalmazás eredetét és a szerzői jogokat jelzi, nem szolgál a cikkben szereplő információk forrásmegjelöléseként.